# Idiostatus chewaucan
Idiostatus chewaucan är en insektsart som beskrevs av Rentz, D.C.F. och John Lightfoot 1976. Idiostatus chewaucan ingår i släktet Idiostatus och familjen vårtbitare. Inga underarter finns listade i Catalogue of Life.